# Chaource (Käse)

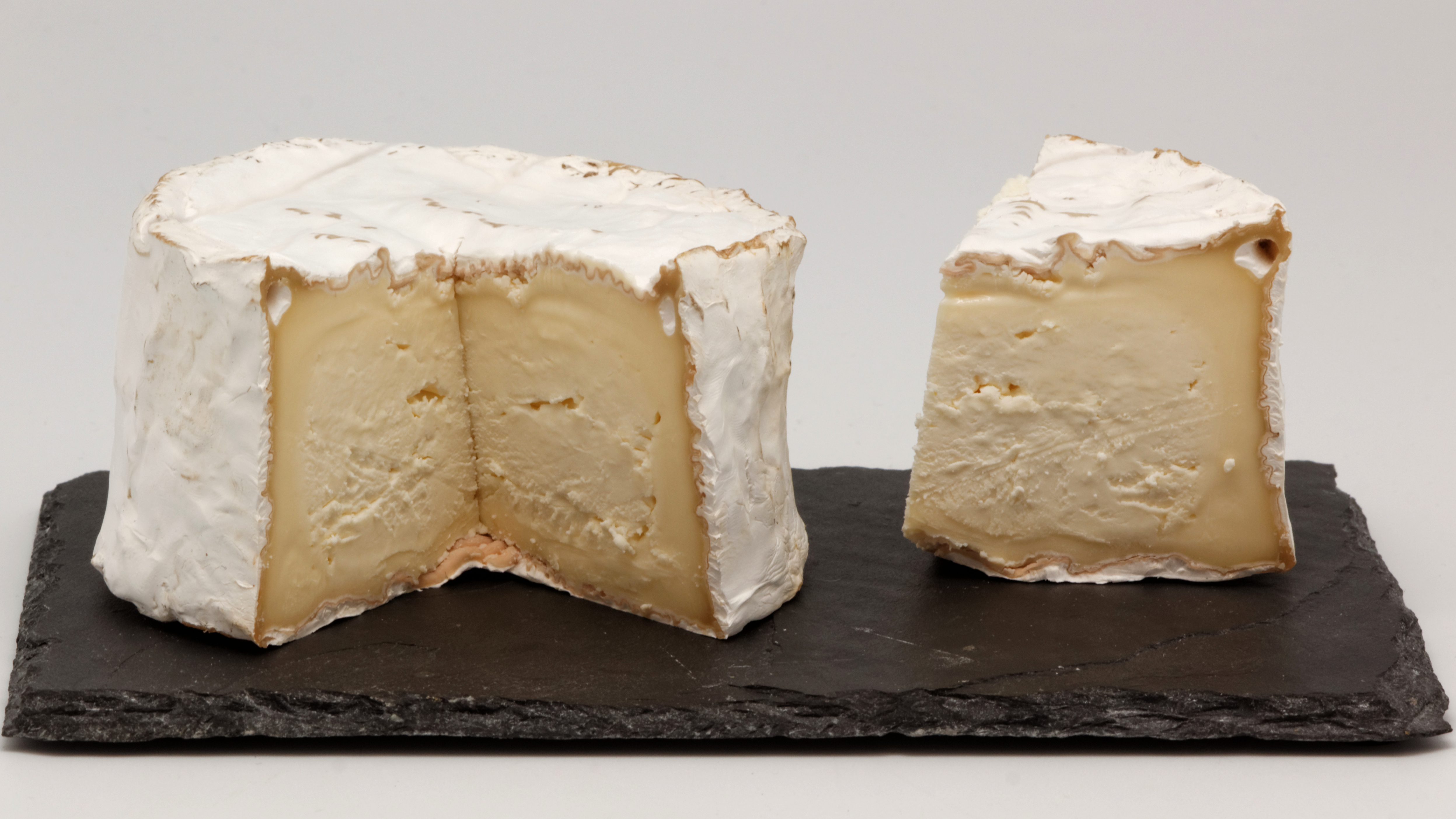
Chaource

Der Chaource ist ein französischer Weichkäse aus leicht gesalzener Kuhmilch mit einem Mindestfettgehalt in Trockenmasse von 50 %.
Namensgeber und Zentrum der Produktionsregion ist die Gemeinde Chaource im Nordosten Frankreichs. Der Teig dieses zylindrischen Käses ist sehr weich, ausgesprochen mild und von einer weißen, essbaren Edelschimmel-Rinde aus Penicillium candidum umschlossen.
Der Name ist seit 1970 auf Betreiben des 1968 gegründeten Syndicat de Défense du Fromage de Chaource durch eine Appellation d’Origine Contrôlée (AOC), ab 1996 durch eine Appellation d’Origine Protégée (AOP) geschützt, die genaue Richtlinien zur Produktion festlegt.

## Geschichte
Dieser Käse hat eine lange Tradition, bereits Margarete von Burgund, eine Königin Frankreichs im frühen 14. Jahrhundert, schätzte ihn sehr.
Im Mittelalter wurde er vor allem von Mönchen produziert, die über den notwendigen Grundbesitz zum Weiden der Kühe verfügten. Im 17. und 18. Jahrhundert begannen die Bauern der Region ebenfalls, Chaource zu produzieren, zunächst nur für den Eigenbedarf.
Später wurde der Käse auch regional auf Märkten verkauft und im Laufe des 19. und 20. Jahrhunderts auch in ganz Frankreich vertrieben.
Das Produktionsgebiet liegt in den Départements Aube und Yonne und ist durch die AOP präzise festgelegt.

## Herstellung
Die Dicklegung der frischen Vollmilch erfolgt hauptsächlich durch Milchsäurebakterien, was zu einem sehr leicht säuerlichen Geschmack führt. Die Abscheidung der Molke erfolgt langsam, allein durch Schwerkraft.
Chaource wird in zwei Größen hergestellt:
Die große Variante hat einen Durchmesser von 11 cm, ist sechs cm hoch und wiegt etwa 450 Gramm.
Der Durchmesser der kleinen Version beträgt 8 cm; sie ist ebenfalls 6 cm hoch und bringt etwa 200 Gramm auf die Waage.
Es gibt eine einstellige Anzahl von Käsereien, die Chaource herstellen, die Produktion betrug 1977 noch 1210 Tonnen, steigerte sich jedoch kontinuierlich und betrug 2016 bereits 2453 Tonnen.
Etwa 10 % der Herstellungsmenge werden vorwiegend nach Deutschland, Großbritannien, die Vereinigten Staaten und Japan exportiert. 12,5 % werden aus Rohmilch hergestellt.